# Честер Конклін
Честер Конклін (англ. Chester Conklin; 11 січня 1886, Айова — 1 жовтня 1971, Ван-Найс, Каліфорнія) — американський актор.

## Життєпис
Почав зніматися в кіно у 1913 році. Величезні вуса стали його візитівкою. Знявся у декількох фільмах Чарлі Чапліна. Пік популярності прийшовся на еру німого кіно. Після появи звукового кіно, продовжував зніматися ще близько 30 років, але отримував лише епізодичні ролі.
Його внесок у розвиток кінематографії відзначений зіркою на Голлівудській алеї слави.

## Вибрана фільмографія
- 1914 — Ці щасливі дні / Those Happy Days
- 1914 — Тісто і динаміт / Dough and Dynamite — офіціант
- 1914 — Маскарадна маска / Masquerader — кіноактор
- 1914 — Двадцять хвилин любові — кишеньковий злодій
- 1914 — Мейбл за кермом — батько Мейбл
- 1914 — Нахабний джентльмен — містер Вальрус
- 1914 — Заробляючи на життя — поліцейський і бродяга
- 1914 — Танго-путаниця — гість в костюмі полісмена
- 1914 — Захоплений в кабаре / Caught in a Cabaret
- 1914 — Діловий день Мейбл / Mabel's Busy Day
- 1914 — Реквізитор / The Property Man — чоловік в залі (не позначений у титрах)
- 1916 — Його перший невірний крок / His First False Step
- 1917 — Розумний макет / A Clever Dummy
- 1923 — Продажні душі — камео
- 1926 — Герцогиня Буффало
- 1929 — Вистава вистав / The Show of Shows
- 1933 — Алілуя, я ледар
- 1936 — Нові часи / Modern Times — механік
- 1940 — Великий диктатор